# Стен Буш
Стен Буш (енгл. Stan Bush) је амерички певач чији су најпознатији радови песме "Dare" и "The Touch" из анимираног филма Трансформерси из 1986. и "She's Got the Power" из америчке верзије аниме серије Сејлор Мун.
Остала позната дела су песме "Never Surrender," "Streets of Siam" и "Fight for Love" (из филма Кикбоксер) и "Fight to Survive" and "On My Own - Alone" (теме из филма Крвави спорт). У оба филма главну улогу је играо Жан-Клод ван Дам.
"The Touch" је недавно поново стекао популарност када ју је Марк Волберг извео у филму Ноћи бугија из 1997. године.

## Албуми
- (1983)
- (1987)
- (1992)
- (1993)
- (1996, Јапан)
- (1996)
- (1997)
- (1998)
- (1999)
- (2001)
- (2001)
- (2004)